# Hampea punctulata
Hampea punctulata är en malvaväxtart som beskrevs av José Cuatrecasas. Hampea punctulata ingår i släktet Hampea och familjen malvaväxter. Inga underarter finns listade i Catalogue of Life.